# Chiesa di Santa Maria in Fontibus
La chiesa di Santa Maria in Fontibus è un luogo di culto cattolico situato nel centro storico, tra via Bernardo Ricci e via Ernesto Rolandi Ricci, nel comune di Albenga in provincia di Savona. 

La chiesa - che dà il nome al quartiere storico di Santa Maria, adiacente alla cattedrale di San Michele Arcangelo - è sede della parrocchia omonima del vicariato di Albenga della diocesi di Albenga-Imperia.

## Storia

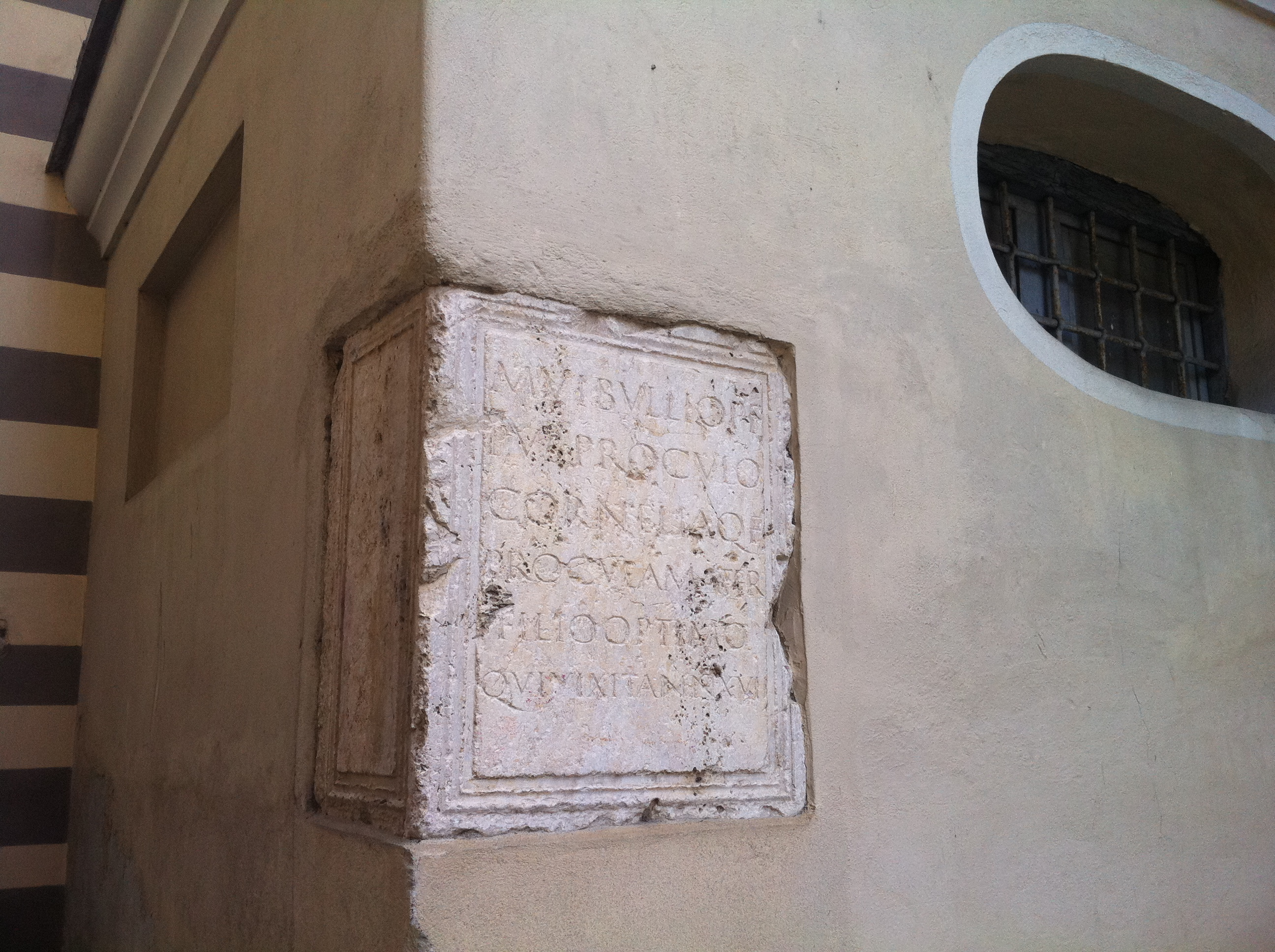
Particolare di un ceppo marmoreo ubicato nel retro della chiesa

Secondo le fonti storiche la prima citazione della chiesa risale al 1098 e da essa si apprende che fu già elevata al titolo di parrocchiale e che la sua edificazione avvenne per opera dei monaci Benedettini. L'intitolazione in Fontibus potrebbe essere ricercabile nella presenza di antiche fontane, ritenute miracolose, sotto il presbiterio anche se scavi archeologici non hanno trovato reperti riconducibili a questa ipotesi. 
Anticamente era adiacente al chiostro dei Canonici della cattedrale di San Michele Arcangelo tanto da far supporre che costituisse un unico complesso monumentale assieme alla vicina cattedrale ingauna; l'antico chiostro è stato demolito nei primi anni del XX secolo.
Una nuova ricostruzione della chiesa avvenne tra il 1612 e il 1625, mentre l'odierna struttura risale ad un rifacimento ai primi anni del Novecento a seguito del riassetto urbanistico del centro storico. I lavori privarono l'edificio della prima campata ed il rifacimento di una nuova facciata in stile medievale.

## Descrizione

### Arte e architettura

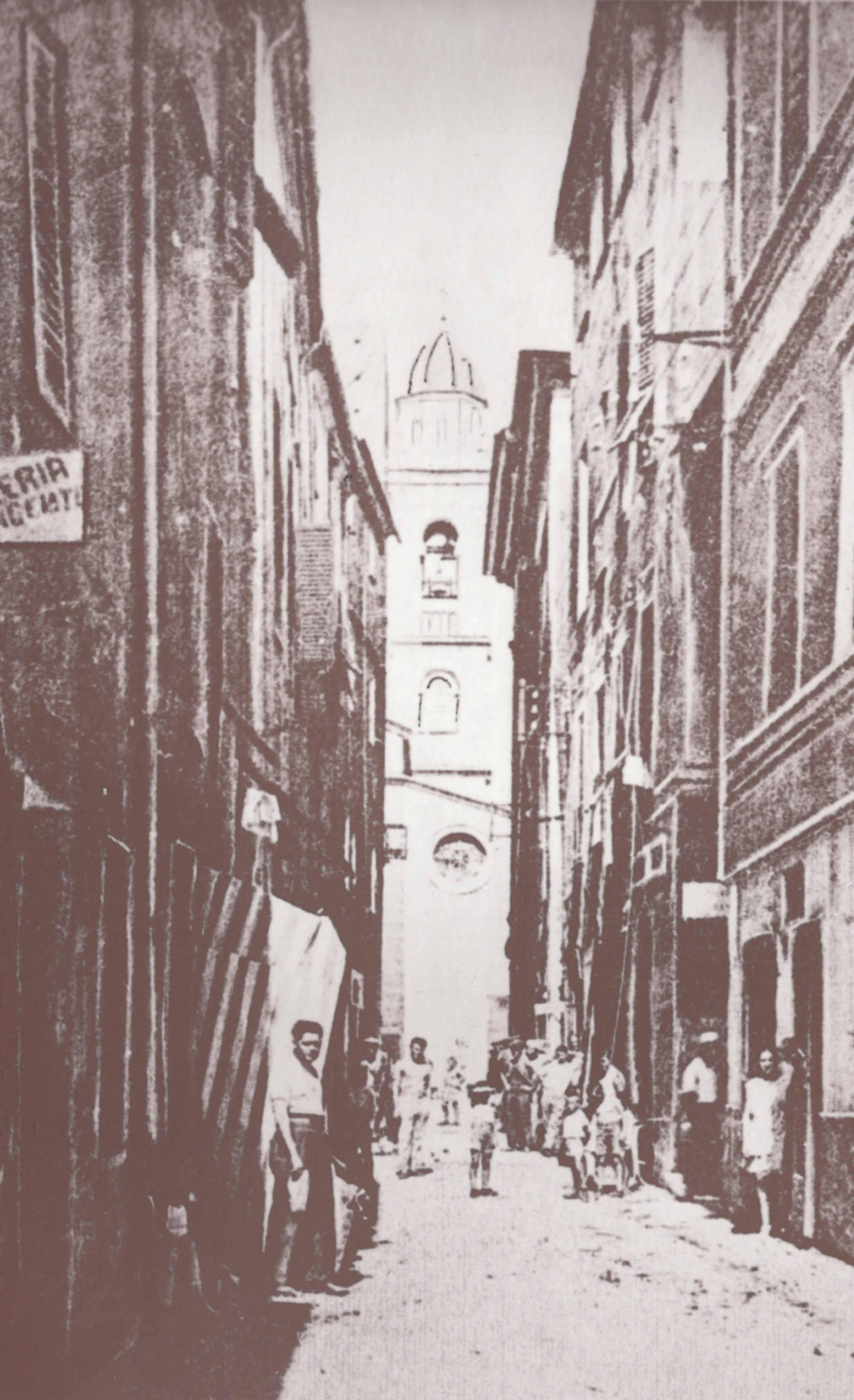
Scorcio di via Gian Maria Oddo: sullo sfondo la chiesa di Santa Maria in Fontibus

La struttura dell'edificio si presenta a pianta basilicale con una divisione a tre navate, separate da pilastri con alte lesene e arcate a tutto sesto. La navata maggiore è coperta da una volta a botte lunettata e sfociante nel presbiterio, mentre le due navate minori presentano una successione di volte a crociera e terminanti in pareti di fondo rettilinee con la presenza di altari e cappelle laterali.
La chiesa è stata modificata all'inizio del secolo assieme a tutta via Enrico d'Aste, portando la storica facciata in fronte alla torre Cazzulini un paio di metri più indietro; questo lavoro ha portato alla demolizione di parte della facciata anche se è stato mantenuto lo stile gotico. Elemento medievale conservatosi è il portale d'ingresso.
Tra le opere scultoree conservate vi sono una statua in marmo raffigurante la Vergine Maria del 1622 sull'altare maggiore e un ligneo crocifisso del 1638; tra i dipinti la tela ritraente la Madonna con i santi Cosma e Damiano del pittore Orazio De Ferrari e databile al 1639.

### Organo a canne
All'interno della chiesa di Santa Maria in Fontibus è presente un organo positivo di piccole dimensioni, originariamente posizionato nella vicina cattedrale di San Michele, realizzato da un organaro anonimo di scuola ligure nel corso del XVII secolo e restaurato nel 1997 dalla ditta Fratelli Carrara.
Lo strumento, caratterizzato da una facciata composta da canne di principale disposte a cuspide all'interno di tre campi, è dotato di un solo manuale con ottava corta di 45 note e di una pedaliera a leggio di 8, costantemente unita al manuale. Dispone di quattro registri, azionabili mediante manette a scorrimento laterale senza incastro. L'aria è fornita da un mantice a cuneo.